# Joseph Cox
Joseph Christopher Cox (Colón, Provincia de Colón, Panamá, 25 de junio de 1994) es un futbolista panameño. Juega como delantero y actualmente juega para el Sporting SM en la Primera División de Panamá.

## Trayectoria

### CD Árabe Unido
Se formó en las categorías inferiores del CD Árabe Unido y su debut profesional fue en la Primera División de Panamá el 10 de marzo de 2013 en la victoria 0 a 1 contra el Chepo FC en el Estadio Javier Cruz en donde fue suplente y entró al minuto 84 por Humberto Ward. En la LPF Clausura 2013 jugó 3 partidos en donde fueron eliminados en las semifinales en un marcador global de 1 a 2 contra el San Francisco FC en donde no estuvo convocado. En la LPF Apertura 2013 jugó 11 partidos y anotó 3 goles en donde quedaron en la séptima posición. En la Liga de Campeones de la Concacaf 2013-14 jugó 1 partido en donde fueron eliminados en los cuartos de final en donde perdieron en un marcador global de 0 a 2 contra el LD Alajuelense en donde jugó en 1 partido. En la LPF Clausura 2014 jugó 12 partidos y anotó 2 goles en donde fueron eliminados en las semifinales en un marcador global de 3 a 0 contra el Río Abajo FC en donde jugó en 1 partido. En la LPF Apertura 2014 jugó 4 partidos y anotó 1 gol en donde quedaron en la sexta posición quedándose a unos pasos de clasificarse a las semifinales.

### CA Independiente
El 1 de enero de 2015 fue anunciado como nuevo jugador del CA Independiente. Debutó con el club el 16 de febrero de 2015 en el empate 1 a 1 contra el Chorrillo FC en el Estadio Agustín Muquita Sánchez en donde fue titular y jugó hasta el minuto 83. Fue subcampeón de la LPF Clausura 2015 en donde perdieron la final 2 a 1 contra su ex equipo el CD Árabe Unido en donde fue titular y jugó hasta el minuto 79, en dicho torneo jugó 15 partidos y anotó 5 goles.

### Chorrillo FC
El 1 de julio de 2015 fue anunciado como nuevo jugador del Chorrillo FC. Debutó con el club el 17 de julio de 2015 en la derrota 1 a 0 contra el Atlético Chiriquí en el Estadio San Cristóbal en donde fue titular y jugó hasta el minuto 59. Fue subcampeón de la LPF Apertura 2015 en donde perdieron la final 3 a 0 en la tandas de los penales después de un marcador en los tiempos extras de 1 a 1 contra su ex equipo el CD Árabe Unido en donde estuvo como suplente todo el partido, en dicho torneo jugó 12 partidos y anotó 1 gol.

### CD Árabe Unido
El 1 de enero de 2016 fue anunciado como nuevo jugador del CD Árabe Unido siendo esta su segunda etapa con el club. Disputó su primer partido después de su regreso el 31 de enero de 2016 en el empate 0 a 0 contra el CD Plaza Amador en el Estadio Maracaná de Panamá en donde fue suplente y entró al minuto 60 por Enrico Small. En la LPF Clausura 2016 jugó 17 partidos y anotó 9 goles en donde fueron eliminados en las semifinales en donde perdieron en un marcador global de 3 a 2 contra el CD Plaza Amador en donde jugó en los 2 partidos en donde anotó el primer gol al minuto 22 en el partido ida. En la Liga de Campeones de la Concacaf 2016-17 jugó 3 partidos en donde fueron eliminados en los cuartos de final en donde perdieron en un marcador global de 2 a 5 contra FC Dallas en donde no estaba convocado porque en 23 de enero de 2017 fue anunciado a un nuevo club. Fue campeón de la LPF Apertura 2016 en donde ganaron la final 0 a 2 contra el CD Plaza Amador en el Estadio Rommel Fernández en donde fue titular y jugó hasta el minuto 52, en dicho torneo jugó 19 partidos y anotó 2 goles.

### Envigado FC
El 23 de enero de 2017 fue anunciado como nuevo jugador del Envigado FC. Debutó con el club 5 de febrero de 2017 en la victoria 2 a 0 contra el Deportivo Cali en el Estadio Polideportivo Sur en donde fue titular anotó los 2 goles el primero al minuto 9 y el segundo al minuto 51 y jugó todo el partido. En la Copa Colombia 2017 jugó 1 partido y anotó 1 gol en donde fueron eliminados en la fase de grupos en donde quedaron en la tercera posición del grupo B. En el Torneo Apertura 2017 jugó 17 partidos y anotó 5 goles en donde quedaron en la decimonovena posición. En el Torneo Finalización 2017 jugó 16 partidos y anotó 6 goles en donde quedaron en la undécima posición.

### CD Árabe Unido
El 1 de enero de 2018 fue anunciado como nuevo jugador del CD Árabe Unido siendo esta su tercera etapa con el club. Disputó su primer partido después de su regreso el 12 de enero de 2018 en la victoria 2 a 0 contra el Atlético Veragüense en el Estadio Armando Dely Valdés en donde fue titular y jugó hasta el minuto 67. En la LPF Clausura 2018 jugó 18 partidos y anotó 8 goles en donde fueron eliminados en las semifinales en donde perdieron en un marcador global de 2 a 4 contra el Tauro FC en donde jugó en los 2 partidos.

### América de Cali
El 6 de junio de 2018 fue anunciado su cesión al América de Cali. Debutó con el club el 24 de julio de 2018 en la derrota 1 a 0 contra los Leones FC en el Estadio Pascual Guerrero en donde fue titular y jugó todo el partido. En la Copa Colombia 2018 jugó 1 partido en donde fueron eliminados en los octavos de final en donde perdieron 4 a 3 en las tandas de los penales en donde fue un marcador global de 2 a 2 contra los Leones FC en donde jugó en 1 partido. En el Torneo Finalización 2018 jugó 6 partidos en donde quedaron en la duodécima posición. El 11 de diciembre de 2018 el club anunció que Cox no seguiría con el equipo.

### CD Árabe Unido
El 31 de diciembre de 2018 fue anunciado su regreso al CD Árabe Unido después de su cesión siendo esta su cuarta etapa con el club. Disputó su primer partido después de su regreso el 1 de febrero de 2019 en la victoria 1 a 0 contra el Tauro FC en el Estadio Armando Dely Valdés en donde fue titular y jugó todo el partido. En el Torneo Clausura 2019 jugó 15 partidos y anotó 5 goles en donde fueron eliminados en las semifinales en donde perdieron 4 a 5 en las tandas de los penales en donde quedó un marcador global de 2 a 2 contra CA Independiente en donde jugó en los 2 partidos y anotó el segundo gol al minuto 62 en el partido de vuelta. En el Torneo Apertura 2019 jugó 17 partidos y anotó 4 goles en donde quedaron en la séptima posición quedándose a un paso de clasificarse a los playoff.

### Aragua FC
El 27 de enero de 2020 fue anunciado como nuevo jugador del Aragua FC. Debutó con el club el 8 de febrero de 2020 en la victoria 1 a 0 contra el Deportivo Táchira en el Estadio Olímpico Hermanos Ghersi Páez en donde fue titular y jugó hasta el minuto 65. En la Primera División de Venezuela 2020 jugó 4 partidos en donde quedaron en la tercera posición de la fase de grupos en el Grupo B clasificándose a la Fase Previa a la Copa Sudamericana 2021.

### CD Árabe Unido
El 1 de julio de 2020 fue anunciado como nuevo jugador del CD Árabe Unido siendo esta su quinta etapa con el club. Disputó su primer partido después de su regreso el 22 de octubre de 2020 en el empate 1 a 1 contra el Tauro FC en el Estadio Agustín Muquita Sánchez en donde fue titular y jugó todo el partido. En el Torneo Clausura 2020 jugó 9 partidos y anotó 3 goles en donde quedaron en la séptima posición quedándose a un paso de clasificarse a los playoff.

### Antigua GFC
El 8 de febrero de 2021 fue anunciado como nuevo jugador del Antigua GFC. Debutó con el club el 21 de febrero de 2021 en la derrota 1 a 0 contra el Fútbol Club Santa Lucía Cotzumalguapa en donde fue titular y jugó hasta el minuto 55. En el Torneo Clausura 2021 jugó 6 partidos y anotó 2 goles en donde quedaron en la última posición del grupo A de la Fase de clasificación. El 31 de marzo de 2021 el club anunciado la recisión de contrato con Cox.

### CD Universitario
El 1 de julio de 2021 fue anunciado como nuevo jugador del CD Universitario. Debutó con el club el 7 de agosto de 2021 en la victoria 2 a 1 contra el Veraguas CD en el Estadio Universidad Latina en donde fue suplente y entró al minuto 46 por Everardo Rose. En el Torneo Clausura 2021 jugó 16 partidos y anotó 2 goles en donde quedaron en la cuarta posición de la conferencia oeste quedándose a un paso de clasificarse a los playoff.

### Atlético Santo Domingo
El 13 de marzo de 2022 fue anunciado como nuevo jugador del Club Atlético Santo Domingo. Debutó con el club el 15 de marzo de 2022 en el empate 0 a 0 contra el América de Quito en el Estadio Olímpico Atahualpa en donde fue suplente y entró al minuto 70 por Jonathan Cevallos. En la Serie B de Ecuador 2022 jugó 5 partidos en donde solo jugó la Primera etapa y quedaron en la última posición.

### CD Universitario
El 7 de julio de 2022 fue anunciado como nuevo jugador del CD Universitario siendo esta su segunda etapa con el club. Disputó su primer partido después de su regreso el 23 de julio de 2022 en la victoria 1 a 0 contra el San Francisco FC en el Estadio Virgilio Tejeira en donde fue titular, anotó el único gol de partido de penal al minuto 56 y jugó todo el partido. Fue subcampeón del Torneo Clausura 2022 en donde perdieron la final 2 a 1 contra el CA Independiente en el Estadio Rommel Fernández en donde fue titular, anotó el único gol de su equipo de penal al minuto 6 y jugó todo el partido, en dicho torneo jugó 18 partidos y anotó 13 goles en donde fue el goleador del torneo.

### 9 de Octubre FC
El 8 de enero de 2023 fue anunciado como nuevo jugador del 9 de Octubre Fútbol Club. Debutó con el club el 22 de marzo de 2023 en el empate 1 a 1 contra el Búhos ULVR Fútbol Club en el Estadio Alejandro Ponce Noboa en donde fue titular y jugó hasta el minuto 77. En la Serie B de Ecuador 2023 jugó 29 partidos en donde quedaron en la sexta posición de la Tabla acumulada.

### CD Los Chankas
El 17 de diciembre de 2023 fue anunciado como nuevo jugador del Club Deportivo Los Chankas. Debutó con el club 5 de febrero de 2024 en la derrota 3 a 2 contra los Comerciantes Unidos en el Estadio Germán Contreras Jara en donde fue suplente y entró al minuto 86 por Alan Murialdo. En el Torneo Apertura 2024 jugó 4 partidos en donde quedaron en la novena posición. El 13 de mayo de 2024 el club anuncio la salida del jugador.

### CD Universitario
El 16 de julio de 2024 fue anunciado como nuevo jugador del CD Universitario siendo esta su tercera etapa con el club.

## Clubes
| Club                   | País      | Año       |
| ---------------------- | --------- | --------- |
| CD Árabe Unido         | Panamá    | 2013-2015 |
| CA Independiente       | Panamá    | 2015      |
| Chorrillo FC           | Panamá    | 2016      |
| CD Árabe Unido         | Panamá    | 2016      |
| Envigado FC            | Colombia  | 2017      |
| CD Árabe Unido         | Panamá    | 2018      |
| América de Cali        | Colombia  | 2018      |
| CD Árabe Unido         | Panamá    | 2019      |
| Aragua FC              | Venezuela | 2020      |
| CD Árabe Unido         | Panamá    | 2020      |
| Antigua GFC            | Guatemala | 2021      |
| CD Universitario       | Panamá    | 2021-2022 |
| Atlético Santo Domingo | Ecuador   | 2022      |
| CD Universitario       | Panamá    | 2022      |
| 9 de Octubre FC        | Ecuador   | 2023      |
| CD Los Chankas         | Perú      | 2024      |
| CD Universitario       | Panamá    | 2024-act. |

## Palmarés

### Títulos nacionales
| Título           | Club           | País   | Año    |
| ---------------- | -------------- | ------ | ------ |
| Primera División | CD Árabe Unido | Panamá | 2016-A |